# Porta Corsica
Porta Corsica è una porta che si apre lungo il tratto sud-occidentale delle mura di Grosseto.
La denominazione è conferita dal punto di riferimento geografico situato in quella direzione al di là del mare, verso cui guarda la porta. La sua ubicazione è lungo il tratto di cortina muraria che collega il bastione Cavallerizza al bastione Molino a Vento.

## Storia
La presenza di una porta cittadina rivolta a occidente è documentata nell'antica cinta muraria medievale, e prendeva il nome di Porta di San Michele in quanto sorgeva in prossimità di una chiesa dedicata al santo. Tale porta fu però demolita nel corso del XVI secolo, quando il neonato Granducato di Toscana fece edificare le nuove mura medicee (1565-1593): nell'area dove sorgeva la porta venne costruito il baluardo di San Michele. Per oltre due secoli Grosseto ebbe un unico accesso alla città, quello costituito dalla Porta Reale (poi Porta Vecchia) sul lato meridionale delle mura; solo nel 1755 venne aperta una seconda porta, la Porta Nuova, al limite settentrionale.
In seguito all'incremento demografico di Grosseto e lo sviluppo urbano della città extra-moenia tra la fine del XIX secolo e gli inizi del XX secolo, si avvertì la necessità di aprire un ulteriore varco nelle mura cittadine. Nel 1927 il Comune di Grosseto, su iniziativa del podestà Ado Scaramucci, bandì un concorso nazionale per lo studio di un progetto di piano regolatore e ampliamento della città, inserendovi anche l'apertura di una nuova porta che avrebbe dovuto rappresentare «l'uscita verso il mare» di Grosseto in previsione di un'espansione urbana verso ovest. L'anno successivo fu dichiarato vincitore del concorso il progetto degli architetti Cesare Chiodi e Giuseppe Merlo, i quali avevano proposto per il nuovo accesso una porta monumentale a tre fornici che riprendeva il classicismo della scuola di Giovanni Muzio e del gruppo Novecento. Tuttavia, nonostante la vittoria del bando – e le successive rimostranze dei due architetti cui si aggiunsero quelle dell'ordine professionale, che criticarono il Comune – il podestà Scaramucci non fece mai approvare tale piano regolatore, affidandone una nuova redazione all'ingegnere Luigi Sapori nel 1929. I lavori per la nuova porta, progettata dall'ingegner Sapori, furono stabiliti con delibera podestarile n. 267 del 1930. Nonostante l'intervento avesse dovuto inserirsi in un più ampio progetto urbanistico cittadino, ciò non avvenne in quanto il Comune sollevò Sapori dall'incarico di redigere il piano regolatore, quest'ultimo affidato poi nel 1934 all'ingegnere Giulio Sabatini. La porta venne comunque realizzata e i lavori si conclusero nel 1933.
Nell'immediato dopoguerra la porta subì lievi modifiche, come la rimozione del blocco in travertino posto in chiave all'arco che recava un fascio littorio a rilievo con le lettere A X, che indicavano il decimo anno dell'era fascista (1932-1933). L'area fuori dalla porta lungo viale Ximenes è stata adibita a parco pubblico nel 1961.
Nel 2002 l'amministrazione comunale fece realizzare il parcheggio a pagamento sul lato esterno di via Gramsci e viale Ximenes, e con la trasformazione del centro storico di Grosseto in zona a traffico limitato, istituì a Porta Corsica l'unico punto di accesso al centro consentito al transito dei veicoli. Il varco elettronico è stato installato nel 2008.

## Descrizione
La porta permette l'accesso da via Gramsci, situata fuori delle mura, a via Manin e via Mazzini situate nel centro storico, e viceversa. Il passaggio è comunque riservato solo ai pedoni e ai mezzi autorizzati: si tratta infatti dell'unico accesso al centro storico permesso ai mezzi su ruote, previa autorizzazione.
La porta, caratterizzata da larghezza pari a quella della sede stradale, è chiusa in alto da un'ampia arcata ribassata che, con la sommità, giunge poco sotto il tratto della corrispondente passeggiata pedonale sulle mura.